# Éder Luís
Éder Luís de Oliveira (* 19. April 1985 in Uberaba) ist ein brasilianischer Fußballspieler, der derzeit beim brasilianischen Verein CR Vasco da Gama unter Vertrag steht.

## Karriere

### Verein
Éder Luís begann seine Profikarriere beim brasilianischen Erstligisten Atlético Mineiro. Den Verein seiner Jugend verließ er vor seinem Wechsel zu Benfica nur ein einziges Mal während einer Leihe zum FC São Paulo im Jahre 2008.
Während der Staatsmeisterschaft von Minas Gerais im Jahr 2009, wo sein Club bis ins Finale vorgedrungen ist, machte der Stürmer einen ganz besonderen Eindruck und wurde zum Dank später zu einem der besten Spieler des Turnieres gewählt. 
Zum 1. Januar 2010 wechselte Luís zum portugiesischen Rekordmeister Benfica Lissabon. In derselben Saison wurde er an den brasilianischen Verein CR Vasco da Gama verliehen. Am 19. Juni 2012 wurde offiziell bekannt gegeben, dass er Benfica verlässt und bei CR Vasco da Gama unter Vertrag genommen wurde.

## Erfolge

### Im Verein
Atlético Mineiro 
- Série B: 2006
- Staatsmeisterschaft von Minas Gerais: 2007

 Atlético Mineiro 
- Campeonato Brasileiro de Futebol: 2008

 Benfica Lissabon
- Portugiesische Meisterschaft: 2010
- Taça da Liga: 2010

 CR Vasco da Gama
- Copa do Brasil: 2011

| Personendaten    | Personendaten                               |
| ---------------- | ------------------------------------------- |
| NAME             | Éder Luís                                   |
| ALTERNATIVNAMEN  | Oliveira, Éder Luís de (vollständiger Name) |
| KURZBESCHREIBUNG | brasilianischer Fußballspieler              |
| GEBURTSDATUM     | 19. April 1985                              |
| GEBURTSORT       | Uberaba, Brasilien                          |